# Список аэропортов Объединённых Арабских Эмиратов
Ниже приведен список аэропортов Объединенных Арабских Эмиратов, отсортированный по местоположению. Жирным выделены аэропорты, из которых выполняются регулярные коммерческие рейсы. Код ИКАО аэропортов начинается с ОМ.
Гражданские аэропорты находятся в юрисдикции Управления гражданской авиации ОАЭ, а военные аэродромы в ведении ВВС Объединенных Арабских Эмиратов.

## Карта
- Международные аэропорты
- Региональные аэропорты
- Аэродромы
- Военные авиабазы